# Бубіян
Бубія́н (араб. بوبيان) — найбільший острів Кувейту, розташований у північно-західній частині Перської затоки. Територія острова становить 863 км².
Острів відділений від материка з північного сходу естуарієм Абд Аллах, що утворений річкою Шатт-ель-Араб, а з південного заходу — протокою Сабіях. На півночі Бубіян вузькими каналами відділений від острова Варба.
За 5,4 км на північний захід від мису Рас аль Баршах, найпівденнішої точки острова, Бубіян з'єднаний з материком бетонним мостом, який простягається над протокою Сабіях. Довжина моста — 2,38 км, збудований у 1983 році для військових потреб. Під час війни у Перській затоці у 1991 році міст було зруйновано, але згодом був відновлений.
У листопаді 1994 року Ірак офіційно визнав кордони з Кувейтом згідно з резолюціями Ради Безпеки ООН № 687 (1991 рік), 773 (1992 рік) і 833 (1993 рік), що поклало край територіальним претензіям на цей острів.